# Secotan
Secotan je pleme ili konfederacija plemena porodice Algonquian nastanjeno u permanentnim selima u današnjoj Sjevernoj Karolini. Polja su obrađivali kolektivno, dok bi se za hladnih mjeseci razbili po manjim obiteljskim bandama i odlazili u lov. Secotani su uzgajali duhan, tikve, kukuruz i suncokret. Za kukuruz gradili su hambare. Od ukrasa nosili su bakrene naušnice. Pleme Mangoak iz Piedmonta bilo je glavno u trgovini bakrom. 
Naselja Secotana mogla bi biti:
Aquascogoc u okrugu Hyde, Sjeverna Karolina, na rijeci Pungo, ili jednoj njezinoj pritoci.
Cotan u sadašnjem okrugu Beaufort, blizu Bath Creeka. 
Pomeiock, ovo selo moglo bi biti ili od Roanoke ili Secotan Indijanaca. Selo bijaše zaštičeno palisadama, a nalazilo se između Pamlico Sounda i jezera Mattamuskeet u okrugu Hyde. Godine 1980. na njemu su sevršila iskopavanja. 
Secotan, njihovo moguće glavno središte, vjerojatno na Durham Creeku u okrugu Beaufort. Ime mu znači "town at the bend of the river". 
Sectuooc (="they who dwell at the bend of the river."), moguće njihovo selo. Prema Quinnu nalazilo se na donjoj Pamlico, White ga locira na Bay Riveru. 
Prema jednom izvještaju Neusiok Indijanci iz sadašnjeg okruga Craven ili Carter, što stanovahu u selu Neuusiooc, bijahu protiv Secotana u savezu s Panauuaioc Indijancima iz istoimenog sela.

## Plemena saveza
(prema Fred Willardu)
- Aquascogooc
- Dasemunkepeuc (Dasamonquepeuc)
- Pomeiock (Pomouik)
- Roanoke
- Tramaskecooc

## Vanjske poveznice
- THE ARCHEOLOGY OF COASTAL NORTH CAROLINA
- Indian Towns And Buildings Of Eastern North Carolina  Arhivirana inačica izvorne stranice od 25. travnja 2006. (Wayback Machine)
- Indians of the Secotan Tribe
- North America